# 脂質生合成
生化学において、脂質生合成（ししつせいごうせい、英: lipogenesis）とは、脂肪酸とグリセロールを脂肪に変換すること、またはアセチルCoAをトリグリセリドに変換して脂肪に貯蔵する代謝過程である。脂質生合成には脂肪酸合成とトリグリセリド合成の2種類があり、後者は、超低密度リポタンパク質（VLDL）にパッケージ化される前に、脂肪酸とグリセロールがエステル化する過程である。脂肪酸は、細胞の細胞質で、アセチルCoAに炭素数2の単位を繰り返し付加することによって合成される。一方、トリアシルグリセロールは、細胞の小胞体膜で、グリセロール分子に3つの脂肪酸分子が結合することによって合成される。どちらの過程も、主に肝臓や脂肪組織で行われるが、それだけでなく腸や腎臓など他の組織でもある程度は起こる。2008年に、LopezとVidal-Puigによって、脳内における脂質生合成に関する総説が発表された。肝臓でVLDLにパッケージ化されて得られたリポタンパク質は、直接に血液中に分泌され、末梢組織へ送達される。

## 脂肪酸合成
脂肪酸合成はアセチルCoAから始まり、炭素数2の単位が付加することで伸長する。脂肪酸合成は細胞の細胞質で行われる。一方、酸化分解はミトコンドリアで行われる。脂肪酸合成のための酵素の多くは、脂肪酸合成酵素と呼ばれる多酵素複合体として組織化されている。脂肪酸合成が行われる主な部位は脂肪組織と肝臓である。

## トリグリセリド合成
トリグリセリドは、脂肪酸とグリセロールがエステル化することで合成される。脂肪酸のエステル化は、細胞の小胞体で行われ、脂肪酸アシルCoA中のアシル基をグリセロール-3-リン酸およびジアシルグリセロールのヒドロキシル基に転移する代謝経路で行われる。グリセロール1分子に3分子の脂肪酸鎖が結合する。グリセロールの3つのヒドロキシル基（-OH）はそれぞれ脂肪酸鎖のカルボキシル末端（-COOH）と反応する。水が除去され、残った炭素原子が脱水縮合により-O-結合で結合する。
脂肪組織と肝臓の両方でトリグリセリドを合成することができる。肝臓で作られたものは、超低密度リポタンパク質（VLDL）の形で肝臓から分泌される。VLDL粒子は直接血液中に分泌され、内因性由来の脂質を末梢組織へ送達する役割を持つ。

## ホルモン調節
インスリンはペプチドホルモンの一つで、体の代謝を管理するために重要な役割を担っている。インスリンは、血糖値が上がると膵臓から分泌され、脂質生合成をはじめ、糖の吸収と貯蔵を広く促進する多くの作用を持っている。
インスリンは、主に2つの酵素的経路を活性化することによって脂質生合成を促進する。ピルビン酸デヒドロゲナーゼ（PDH）酵素は、ピルビン酸をアセチルCoAに変換する。アセチルCoAカルボキシラーゼ（ACC）酵素は、PDHによって生成されたアセチルCoAをマロニルCoAに変換する。マロニルCoAは、より大きな脂肪酸を作るために使われる炭素2個の構成単位を提供する。
インスリンによる脂質生合成の刺激は、脂肪組織によるグルコースの取り込みを促進することによっても起こる。グルコースの取り込みの増加は、細胞膜に向けられたグルコーストランスポーターの使用、または共有結合的修飾による脂質生成酵素および解糖酵素の活性化を通じても起こりうる。また、このホルモンは、脂質生成遺伝子の発現に長期的な影響を与えることもわかっている。この効果は転写因子SREBP-1を介して生じ、インスリンとSREBP-1の結合がグルコキナーゼの遺伝子発現を導くと推定されている。グルコースと脂質生成遺伝子の発現との相互作用は、グルコキナーゼの活性による未知のグルコース代謝物の濃度上昇によって管理されていると考えられている。
SREBP-1経路を通じて脂質生合成に影響を与える可能性があるもう一つのホルモンはレプチンである。レプチンによるこの過程への関与は、グルコース摂取の抑制を通じて脂肪蓄積を制限したり、他の脂肪代謝経路に干渉することで行われる。脂質生合成の抑制は、脂肪酸およびトリグリセリドの遺伝子発現のダウンレギュレーションを通じて行われる。レプチンは、脂肪酸酸化の促進および脂質生合成の抑制を通じて、脂肪組織からの貯蔵グルコースの放出を制御することが明らかになった。
脂肪細胞での脂質生合成の促進を妨げるホルモンとして、他にも成長ホルモン（GH）があげられる。成長ホルモンは、脂肪を減少させる一方で、筋肉の成長を促進させる結果をもたらす。成長ホルモンがどのように機能するかについて提案された機序の1つは、成長ホルモンがインスリンシグナルに影響を与え、それによってインスリン感受性を低下させ、その結果、脂肪酸合成酵素の発現をダウンレギューレートさせるというものである。別の提案された機序では、成長ホルモンが、STAT5AやSTAT5Bという転写因子（Signal Transducer And Activator Of Transcription、STATファミリー）によってリン酸化される可能性があることを示唆している。
また、アシル化刺激タンパク質（ASP）が、脂肪細胞内におけるトリグリセリドの凝集を促進することを示唆する証拠もある。このトリグリセリドの凝集は、トリグリセリド産生の合成を促進させることによって起こる。

### PDH脱リン酸化
インスリンはピルビン酸脱水素酵素ホスファターゼの活性を刺激する。このホスファターゼはピルビン酸デヒドロゲナーゼからリン酸を除去してこれを活性化し、ピルビン酸をアセチルCoAに変換できるようにする。この機構によって、この酵素の触媒反応速度を増加させ、アセチルCoAのレベルを上昇させる。アセチルCoAのレベルが上昇すると、脂肪合成経路だけでなく、クエン酸回路のフラックス（流束）も増加する。

### アセチルCoAカルボキシラーゼ
インスリンはPDHと同様にアセチルCoAカルボキシラーゼ（ACC）に影響を及ぼす。インスリンはその活性で酵素の活性化をもたらし、PP2Aホスファターゼの活性化を通じて脱リン酸化を引き起こす。グルカゴンは拮抗作用を持ち、リン酸化、非活性化を促進させ、それによってACCを阻害して脂肪合成を遅らせる、別のホルモンである。
ACCに影響を与えると、アセチルCoAからマロニルCoAへの変換速度に影響を及ぼす。マロニルCoAレベルの上昇は、生合成による脂肪酸の生成を促進するように平衡を押し上げる。長鎖脂肪酸はACCの負のアロステリック調節因子であるため、細胞に十分な長鎖脂肪酸が存在すると、最終的にACC活性を阻害して脂肪酸合成を停止させる。
細胞内のAMPとATPの濃度は、細胞のATP必要量の指標となる。ATPが枯渇すると、5'AMPが増加する。この上昇によりAMP活性化プロテインキナーゼが活性化され、ACCがリン酸化されることによって脂肪合成は抑制される。これは、エネルギーレベルが低いときにグルコースが貯蔵経路に流れないようにするために有効な方法である。
また、ACCはクエン酸によっても活性化される。脂質生合成のために必要なアセチルCoAが細胞質内に豊富に存在する場合、脂質生合成が適切な速度で進行する。

## 転写調節
SREBP は、栄養やホルモンの影響により、脂質生成遺伝子の発現に関与することがわかっている。
マウス肝細胞におけるSREBP-1aまたはSREBP-1cの過剰発現は、肝トリグリセリドの蓄積と、脂質生成遺伝子の発現レベルの上昇をもたらす。
グルコースおよびインスリンを介した肝臓での脂肪生成遺伝子の発現は、SREBP-1によって調節されている。転写因子に対するグルコースとインスリンの作用は、さまざまな経路で起こり得る。インスリンが脂肪細胞や肝細胞でSREBP-1 mRNAの発現を促進することを示唆する証拠が存在する。また、インスリンは、mRNAレベルの変化とは無関係に、MAPキナーゼ依存性リン酸化を介してSREBP-1による転写活性化を増加させることも示唆されている。インスリンと同様に、グルコースもSREBP-1活性とmRNA発現を促進することが示されている。